# ヒンドゥスタン (戦艦)
|          |                                                                                 |
| 艦歴     |                                                                                 |
| 発注     |                                                                                 |
| 起工     | 1902年10月25日                                                                  |
| 進水     | 1903年12月19日                                                                  |
| 就役     | 1905年8月22日                                                                   |
| 退役     |                                                                                 |
| その後   | 1921年5月9日にスクラップとして売却                                              |
| 除籍     |                                                                                 |
| 性能諸元 |                                                                                 |
| 排水量   | 基準 16,350 トン                                                                |
| 全長     | 453 ft 8 in (138 m)                                                             |
| 全幅     | 78 ft (23.7 m)                                                                  |
| 吃水     | 25 ft 6 in (8.2 m)                                                              |
| 機関     | 2軸推進、18,000 hp                                                              |
| 最大速   | 18.5ノット                                                                      |
| 乗員     | 士官、兵員777名                                                                 |
| 兵装     | 12インチ砲4門 9.2インチ砲4門 6インチ砲10門 12ポンド砲12門 18インチ魚雷発射管5門 |

ヒンドゥスタン (HMS Hindustan) は、イギリス海軍の戦艦。キング・エドワード7世級戦艦の1隻。

## 艦歴
「ヒンドゥスタン」はジョン・ブラウン・アンド・カンパニーで建造され、1903年12月19日にクライドバンクで進水した。姉妹艦と共にグランドフリートの第3戦隊を形成し第一次世界大戦に参加した。1914年11月に「ヒンドゥスタン」は海峡艦隊に配属され、その後グランドフリートに復帰した。1916年4月29日に第3戦隊はノア管区のシアネスに移動した。
1918年2月から5月まで「ヒンドゥスタン」はゼーブルッヘおよびオーステンデへの攻撃で母艦となる。1918年5月に駆逐艦「レスラー (HMS Wrestler)」と衝突事故を起こし、5月15日に予備役となる。その後1921年5月9日にスクラップとして売却され、1923年10月14日にベルファストに到着した。